# Eulithis tricedista
Eulithis tricedista là một loài bướm đêm trong họ Geometridae.